# ピエレット・アラリー
ピエレット・アラリー（Pierrette Alarie, 1921年11月9日 - 2011年7月10日）は、カナダのコロラトゥーラ歌手、女優、声楽教師。

## 経歴
アラリーは指揮者のシルヴァ・アラリーと、歌手で女優のアマンダ・アラリーの子としてケベック州・モントリオールで生まれた。アラリーは早くから声楽と演技を学び、はじめは子役として、のちにポピュラー音楽の歌手としてラジオに出演した。やがて、ジャンヌ・モーブールやヴィクター・イサウレルから声楽を学び、1938年にラルフ・ベナツキーのジングシュピール『白馬亭にて』でデビューを果たし、ドニゼッティの『連隊の娘』のマリーや、グノーの『ミレイユ』のタイトル・ロールを歌った。1943年にはカーティス音楽院の奨学金給費学生となり、1946年までソプラノ歌手のエリーザベト・シューマンの薫陶を受けた。1945年にはシューマンの励ましでメトロポリタン・オペラのオーディションに応募し第3位に入賞、ブルーノ・ワルターの指揮による『仮面舞踏会』のオスカル役でメトにデビューした。同劇場にはオッフェンバックの『ホフマン物語』のオランピアや、モーツァルトの『後宮からの誘拐』のブロンデなどで3シーズン出演した。
1940年頃にフランス系カナダ人テノール歌手のレオポルド・シモノーと出会い、1946年に二人は結婚した。1949年には夫婦でフランスに渡り、アラリーはパリのオペラ＝コミック座にデビューした。シモノーとのデュオ活動はヨーロッパで評判になり、エクス＝アン＝プロヴァンス、ザルツブルク、グラインドボーン、エディンバラ、ウィーン、ミュンヘンなどの歌劇場の音楽祭に招待された。アメリカでは、サンフランシスコ、フィラデルフィア、ニューヨーク、ニューオーリンズなどでオペラやリサイタルに出演したほか、カナダ本国ではカナディアン・オペラやバンクーバー・オペラで定期公演を開き、CBCテレビジョンやラジオなどのメディアにも出演した。二人の最後の公演は1970年11月24日にモントリオールで開催された、ヘンデルの『メサイア』であった。
アラリーは歌手としての活動からの引退後は声楽教師としてモントリオールのヴァンサン＝ダンディ音楽学校で教鞭を執り、1972年に夫婦でサンフランシスコに転居し、夫が教えていたサンフランシスコ音楽院でオペラ演出を指導した。1973年から1977年まではバンフの芸術創造センターで教え、1978年にはビクトリアのヨハンセン芸術学校の招聘により教授となり、1982年には同校に転任し夫と協同でオペラ団体「カナダ・オペラ・ピッコラ」を設立し、1988年まで運営した。
私生活ではシモノーとの間にイザベルとシャンタルという2人の娘がいた。2011年7月10日、アラリーはブリティッシュコロンビア州のビクトリアにて、老衰のために89歳で死去した。

## 受賞歴

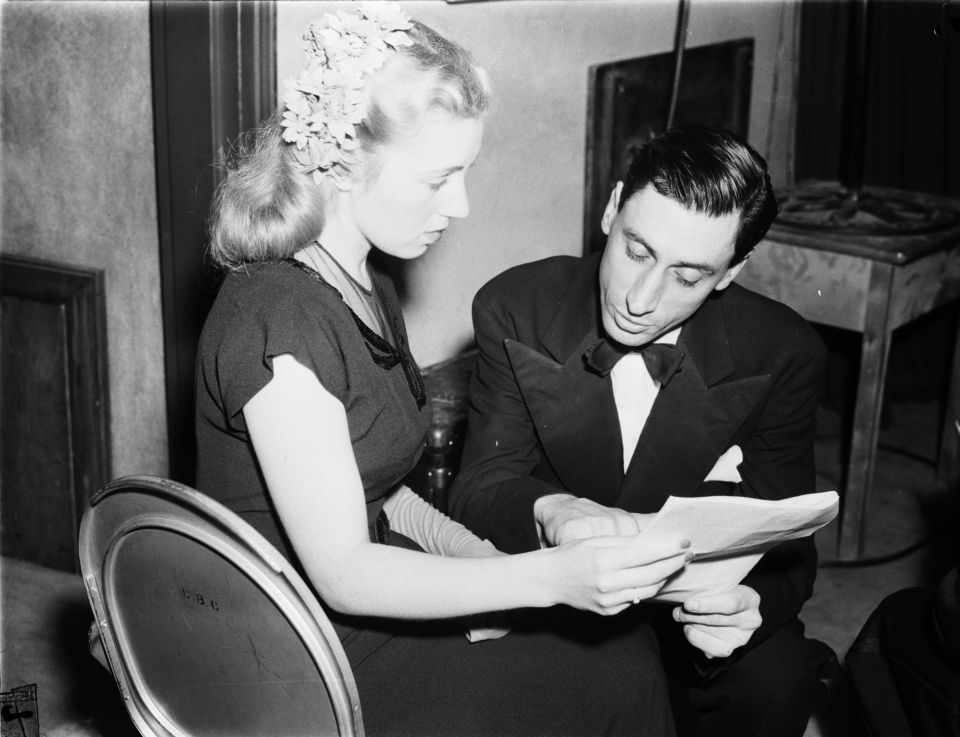
ラジオパーソナリティのロジャー・バウルと (1946年)

- 1959年 - カリクサ・ラヴァレ賞
- 1967年 - カナダ勲章オフィサー
- 1990年 - フランス芸術文化勲章シュヴァリエ
- 1994年 - マギル大学名誉博士
- 1996年 - カナダ勲章コンパニオン
- 1997年 - ケベック州国家勲章騎士
- 2003年 - 総督舞台芸術賞
- 2005年 - カナディアン・オペラ名誉の殿堂入り
- 2007年 - オーパス賞

## ディスコグラフィ（一部）
- ヴェルディ『仮面舞踏会』イリチュ、ピアース、ウォーレン、ハーショー、アントニチェリ指揮、メトロポリタン歌劇場管弦楽団（1947年）
- モーツァルト『ドン・ジョヴァンニ』レーフス、マルチェロ・コルティス、リザネク、マルティニス、シモノー、エラルド・コーダ、アリエ、ロスバウト指揮、パリ音楽院管弦楽団（1952年）
- ビゼー『真珠採り』シモノー、ビアンコ、ドプラ、フルネ指揮、コンセール・ラムルー、エリザベート・ブラッスール合唱団（1953年）
- オッフェンバック『ホフマン物語』シモノー、ダンコ、ロンドン、ウェスト、エルンスター、カペッキ、チェーザリ、デスタン、エツィオ・デ・ジョルジ、リー・シェーネン指揮、ウィーン国立歌劇場管弦楽団（1954年）
- オッフェンバック『ホフマン物語』カペッキ、チェーザリ、ダンコ、デスタン、デスショーネ、ロンドン、シェーネン指揮、ウィーン国立歌劇場管弦楽団（1954年）
- モーツァルト：歌曲・アリア集、シモノー、ボーデ、ニューマーク、ジューヴ指揮、シャンゼリゼ劇場管弦楽団（1955年）
- グルック『オルフェオとエウリディーチェ』シモノー、ダンコ、ロスバウト指揮、コンセール・ラムルー、ロジェ・ブランシャール声楽アンサンブル（1957年）
- R.シュトラウス『無口な女』ミリンコヴィッチ、プリュマッハー、プライ、ヴンダーリヒ、ホッター、ギューデン、ベーム指揮、ウィーン・フィルハーモニー管弦楽団（1959年）
- バッハ『ミサ曲 ロ短調』メリマン、シモノー、ナイトリンガー、シェルヘン指揮、ウィーン国立歌劇場管弦楽団、合唱団（1959年）
- ヘンデル『メサイア』シモノー、メリマン、リチャード・スタンデン、シェルヘン指揮、ウィーン交響楽団、ウィーン・アカデミー室内合唱団（1959年）